# Mokranjska Miljacka
Mokranjska Miljacka är ett vattendrag i Bosnien och Hercegovina.   Det ligger i entiteten Republika Srpska, i den centrala delen av landet, 11 km öster om huvudstaden Sarajevo.
I omgivningarna runt Mokranjska Miljacka växer i huvudsak blandskog. Runt Mokranjska Miljacka är det ganska tätbefolkat, med 70 invånare per kvadratkilometer.